# (25710) Petelandgren
(25710) Petelandgren est un astéroïde de la ceinture principale d'astéroïdes.

## Description
(25710) Petelandgren est un astéroïde de la ceinture principale d'astéroïdes. Il fut découvert le 8 janvier 2000 à Socorro (Nouveau-Mexique) par le projet LINEAR. Il présente une orbite caractérisée par un demi-grand axe de 2,30 UA, une excentricité de 0,17 et une inclinaison de 8,3° par rapport à l'écliptique.

## Compléments